# Pablo Nieto
Pour les articles homonymes, voir Nieto.
Pablo Nieto, né le 4 juin 1980 à Madrid est un pilote de vitesse moto espagnol qui participe au championnat du monde de vitesse moto dans la catégorie 125 cm3. Il est le fils d'Ángel Nieto.